# Pogonioefferia deserti
Pogonioefferia deserti là một loài ruồi trong họ Asilidae. Pogonioefferia deserti được Wilcox miêu tả năm 1966. Loài này phân bố ở vùng Tân Bắc giới.